# Mariem Hichri
Mariem Hichri – tunezyjska zapaśniczka walcząca w stylu wolnym. Srebrna medalistka mistrzostw Afryki w 1996 roku.